# Ракетный удар по Эрбилю (2024)
Вечером 15 января 2024 года одиннадцать баллистических ракет «Фатех» были запущены, предположительно, с территории Ирана по городу Эрбиль на севере Ирака, столицы автономного региона Курдистан. В результате нападения четыре человека погибли и шесть получили ранения. Нападение было направлено на строящееся консульство США и так называемый Ираком «штаб разведки Моссада», без каких-либо официальных доказательств, подтверждающих утверждение что такой штаб там якобы был.

## Предыстория
3 января 2024 года на городском кладбище во время церемонии по случаю годовщины убийства Касема Сулеймани произошла серия врывов. Жертвами стали не менее 94 человек. Иранское правительство объявило взрывы терактом. Ответственность за взрывы взяло на себя «Исламское государство».

## Атака
Вечером 15 января 2024 года были запущены баллистические ракеты «Фатех» по городу Эрбиль на севере Ирака, столице Региона Курдистан. Нападение привело к гибели бизнесмена Пешро Дизайи, генерального директора девелоперской компании Empire World. Нападение также привело к временному закрытию международного аэропорта Эрбиля. Корпус стражей исламской революции (КСИР) быстро взял на себя ответственность. Кроме того, силы коалиции сбили возле аэропорта три дрона. В КСИР также заявили, что нанесли удар по силам Исламского государства на северо-западе Сирии.